# Odeski Narodowy Uniwersytet Ekonomiczny
Odeski Narodowy Uniwersytet Ekonomiczny (ukr. Одеський національний економічний університет, ОНЕУ) – ukraiński uniwersytet mieszczący się w Odessie. 

## Historia
16 maja 1921 Odeski Obwodowy Komitet Wykonawczy wydał rozporządzenie o utworzeniu Odeskiego Instytutu Gospodarki Narodowej. 
W roku akademickim 1922/23 spośród 43 pracowników naukowych 11 profesorów i docentów miało przedrewolucyjne doświadczenie zawodowe w szkolnictwie wyższym. Już od pierwszych dni działalności Instytutu Gospodarki Narodowej w Odessie prowadzono owocne prace badawcze w dziedzinie teorii ekonomii, prawa, finansów, obiegu kredytowego i pieniężnego, rachunkowości oraz analizy działalności gospodarczej. Naukowcy zajmowali się problemami przemian społeczno-ekonomicznych w ramach nowej polityki gospodarczej, ideami głównej siły napędowej i zasadami tych przemian.
W 2024 na uczelni kształciło się ok. 10 tysięcy studentów na 12 kierunkach studiów ekonomicznych i 24 specjalizacjach. Kadry naukowe uczelni liczą około 500 osób, z czego 55% posiada stopień naukowy. 

## Wydziały
Na uczelni funkcjonują cztery wydziały: 
- Ekonomii i Zarządzania Przedsiębiorstwem,
- Finansów i Bankowości,
- Zarządzania, Rachunkowości i Technologii Informacyjnych,
- Ekonomii Międzynarodowej[2].